# Begonia ningmingensis
Begonia ningmingensis là một loài thực vật có hoa trong họ Thu hải đường. Loài này được D.Fang, Y.G.Wei & C.I Peng mô tả khoa học đầu tiên năm 2006.